# Zum kostbaren Blut (Weikersheim)

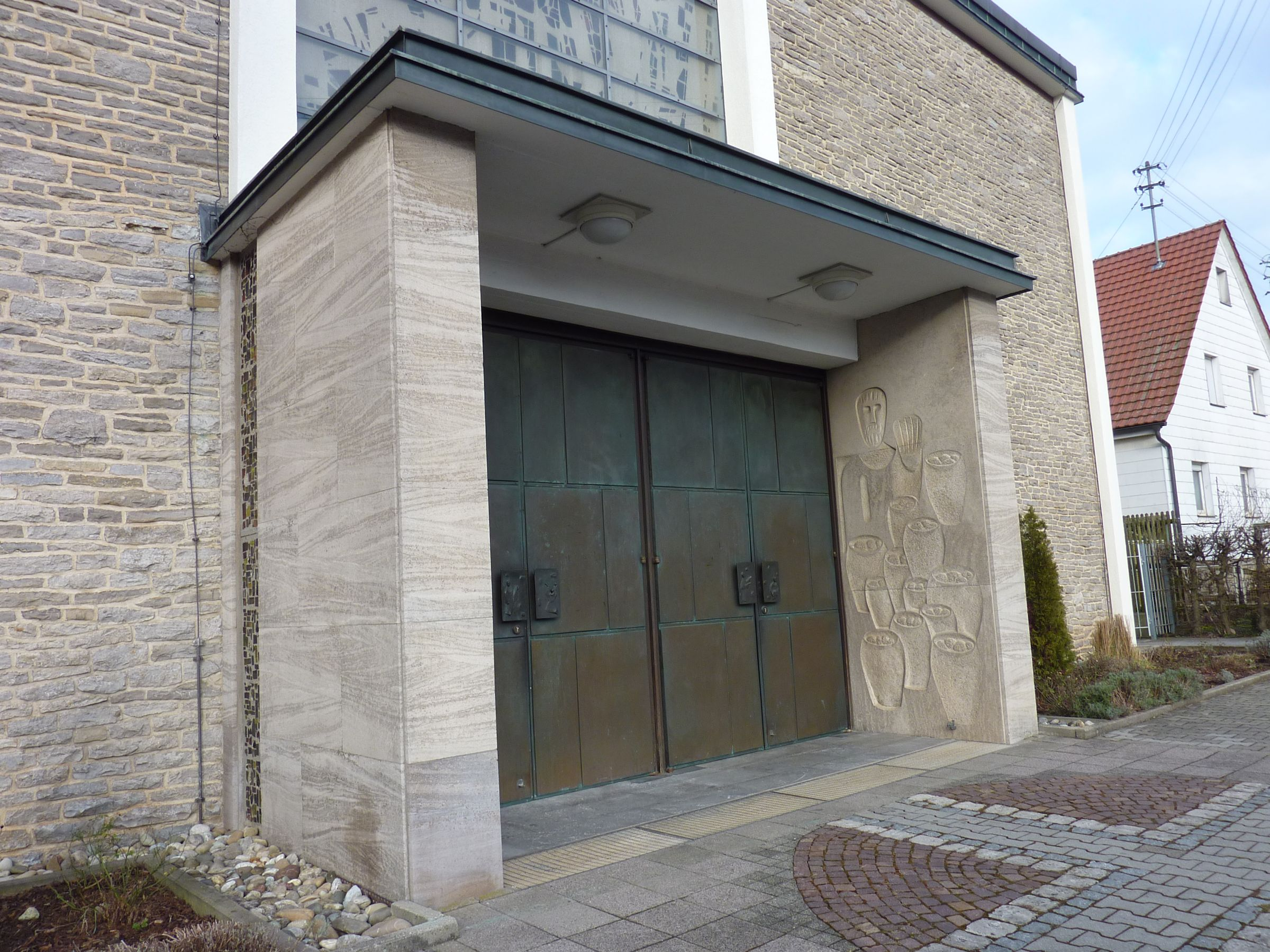
Eingang

Die Kirche Zum kostbaren Blut ist eine römisch-katholische Kirche in Weikersheim.

## Vorgängerbauten

### Die beiden Georgskirchen

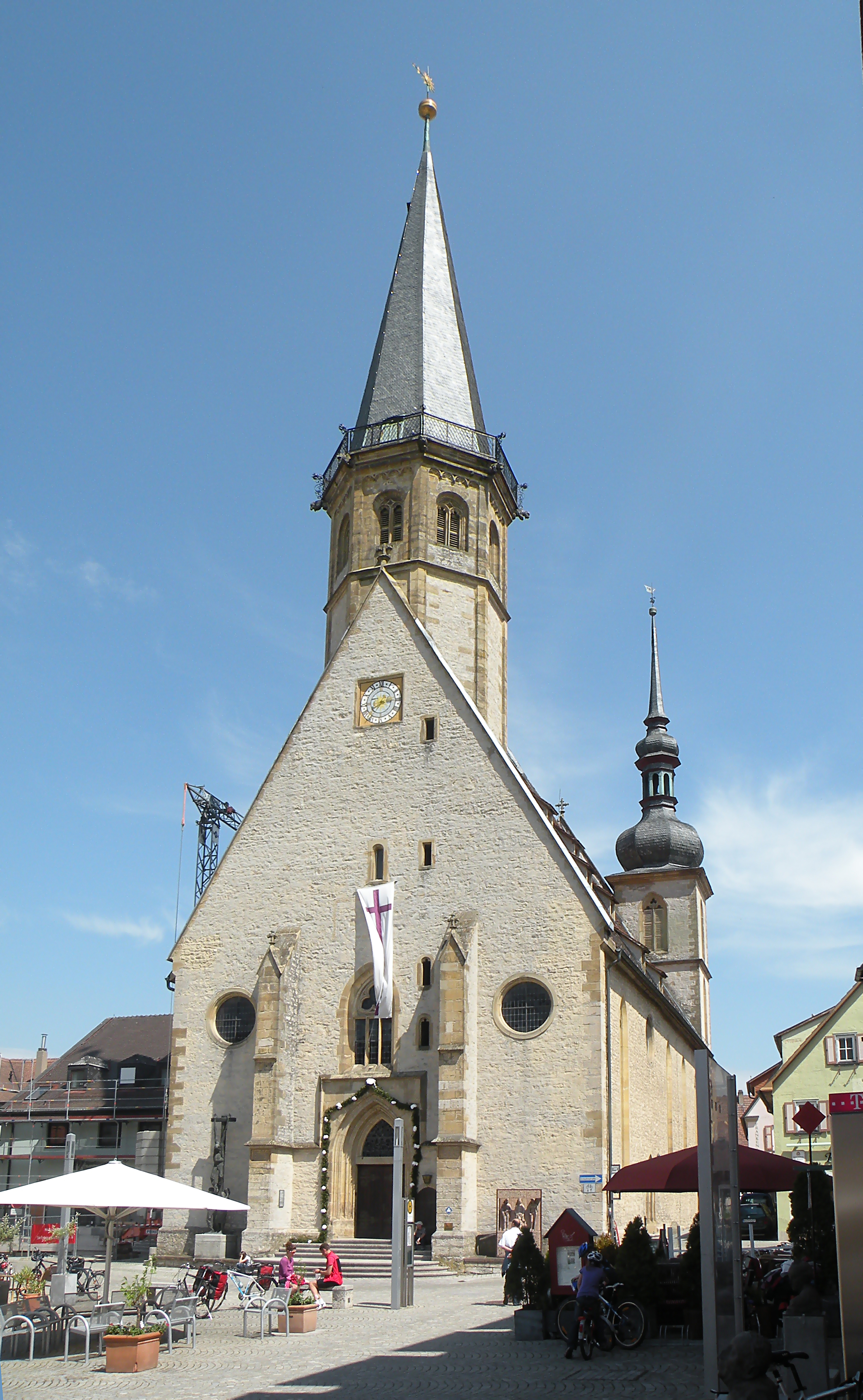
St. Georg

Weikersheim wurde 837 im Codex Eberhardi genannt, für 1219 ist der erste Nachweis christlichen Lebens in Weikersheim belegt. Die Pfarrkirche war dem heiligen Georg geweiht. Die erste Georgskirche befand sich jedoch außerhalb des Ortes am Weg nach Schäftersheim und wurde im 15. Jahrhundert offenbar für zu abgelegen gehalten. Unter Konrad von Weinsberg wurde ab 1419 eine Kirche innerhalb des Ortes gebaut, die den Namen Zum kostbaren Blut und heiliger Märtyrer Georg erhielt.
Nachdem sich die Fürsten zu Hohenlohe aus der Weikersheimer Linie für das protestantische Bekenntnis entschieden hatten, wurde Weikersheim im Jahr 1555 nach dem Augsburger Religionsfrieden evangelisch. Die St.-Georgs-Kirche wurde damit zur evangelischen Kirche. Die katholischen Einwohner hatten ihre Mutterkirche nun in dem benachbarten Wallfahrtsort Laudenbach. Die Zahl der katholischen Einwohner war in den nachfolgenden Jahrhunderten sehr gering. Für das Jahr 1900 sind in Weikersheim 49 Katholiken belegt, fünf Jahre später waren es 79 Katholiken bei 1765 Einwohnern.

### Zum heiligen Blut
Nachdem die katholische Gemeinde sich zu Beginn des 20. Jahrhunderts vergrößert hatte, wurde 1911 der Bau einer Kirche beschlossen. Am 8. Februar 1912 wurde die Kirche Zum heiligen Blut geweiht. Dieser Vorgängerbau der Kirche Zum kostbaren Blut war für etwa 150 Gottesdienstbesucher ausgelegt. Die Kirche Zum heiligen Blut war mit eigens angefertigten Statuen der heiligen Ottilia und der heiligen Luzia sowie einer Madonna mit Jesuskind ausgestattet. Die Namensgebung für die Kirche deutet auf Bezüge zu Walldürn hin.

## Die KircheZum kostbaren Blut
Durch den Zustrom von Flüchtlingen nach dem Zweiten Weltkrieg stieg die Zahl der Katholiken in Weikersheim stark an. Bischof Joannes Baptista Sproll richtete schließlich in Weikersheim wieder eine eigene Seelsorgestelle für die Katholiken ein.

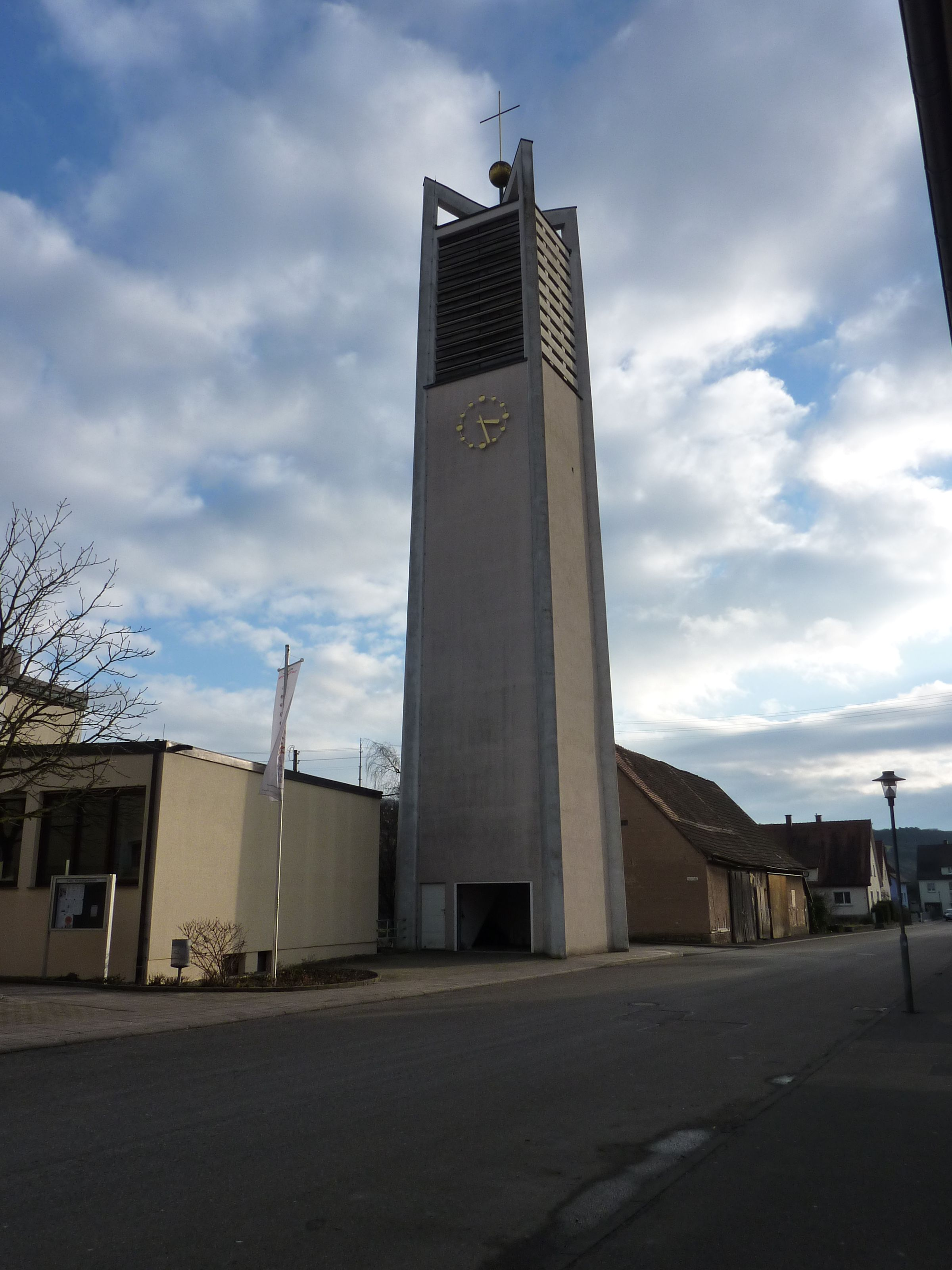
Kirchturm

Zu Beginn der 1960er Jahre war die katholische Gemeinde auf etwa 1000 Personen angewachsen und die alte Kirche reichte nicht mehr aus. Daher wurde dieses Bauwerk abgerissen, um einem Neubau an derselben Stelle Platz zu machen. Am 11. Juni 1961 wurde der Grundstein zu der neuen Kirche gelegt. Sie sollte 450 Personen fassen und einen 27 Meter hohen Turm erhalten.
Diese Kirche Zum kostbaren Blut wurde von dem Markelsheimer Architekten Philipp Olkus entworfen. Der Bau kostete 703.000 DM. Weihbischof Wilhelm Sedlmaier weihte die neue Kirche am 27. Mai 1962. Damals wurde noch der Name Zum kostbaren Blut Jesu Christi verwendet, danach wurde aber der Zusatz „Jesu Christi“ weggelassen.
Die Kirche Zum kostbaren Blut, die 1998 saniert werden musste, war zunächst noch nicht mit einer vollwertigen Orgel ausgestattet. Im Jahr 2012 erhielt sie eine gebrauchte Lobal-Orgel mit 22 Registern, die beim Gottesdienst anlässlich des fünfzigjährigen Jubiläums der Kirchenweihe zum ersten Mal ihren Dienst in der Weikersheimer Kirche tat. Anlässlich des Jubiläums wurde ein Bildband herausgegeben.
In Weikersheim leben mittlerweile (Stand: 2012) etwa 1850 Katholiken, in Creglingen, das zum selben Sprengel gehört, samt Ortsteilen etwa 580.